# Комягино (посёлок, Холм-Жирковский район)
Комягино — посёлок в Холм-Жирковском районе Смоленской области России. Входит в состав Томского сельского поселения. По состоянию на 2007 год постоянного населения не имеет. 
Расположен в северной части области в 20 км к юго-западу от Холм-Жирковского, в 39 км юго-восточнее автодороги Р136 Смоленск — Нелидово, на берегу реки Трощанка. В 8 км северо-восточнее посёлка расположена железнодорожная станция Игоревская на линии Дурово — Владимирский Тупик. 

## История
В годы Великой Отечественной войны посёлок был оккупирован гитлеровскими войсками в октябре 1941 года, освобождён в марте 1943 года.